# 內外全科醫學士
內外全科醫學士（英語：Bachelor of Medicine and Bachelor of Surgery）為醫學士課程。此銜頭獲英國及某些模仿英國制度的國家（多為英聯邦地區）採用。醫科生在醫學院成功畢業後會獲得此證明。課程的簡稱有很多，如：，等。
在澳大利亞和英國的部分醫學院及大多數中國大陸的醫學院，此課程稱之為醫學學士（Bachelor of Medicine，簡稱 、MB或BM）。
內外全科醫學士為醫學本科畢業證明，與美國及加拿大制度的醫學士銜頭相同。
英國將其內外全科醫學士及其他牙醫、獸醫相關學士都視為碩士學位等級。國際教育標準分類法將一些國家（非全部國家）需修習五年以上的内外全科医学士學位視為 ISCED 2011 level 7 （ISCED-P: 756 or 766），等效於碩士學位等級，如新加坡。

## 學位頒發

### 香港
香港採用英式醫學教育系統，共有2所醫學院提供6年內外全科醫學士課程。醫科畢業生均可獲得有關學位：
- 香港大學李嘉誠醫學院
- 香港中文大學醫學院

### 新加坡
新加坡现有2所医学院提供5或6年制内外全科医学士课程。醫科畢業生均可獲得有關學位：
- 新加坡国立大学杨潞龄医学院（MBBS）
- 南洋理工大学李光前医学院（MBBS，与伦敦帝国学院合办）

新加坡的另一所医学院——杜克-国大医学院亦提供医学课程，但其遵循北美模式，授予医学士（M.D.）学位。